# Anthidiellum phuchongensis
Anthidiellum phuchongensis — вид перетинчастокрилих комах родини мегахілид (Megachilidae). Описаний у 2021 році.

## Назва
Видова назва phuchongensis вказує на типове місцезнаходження — Національний парк Фу Чонг-На Йой

## Поширення
Ендемік Таїланду. Вид відомий лише з типового місцезнаходження — Національного парку Фу Чонг-На Йой у провінції Убонратчатхані на ссході країни.

## Опис
Тіло темно-помаранчевого або червонуватого забарвлення з чорними мітками на голові. Чорні верхівкові смуги є на всіх тергах, крім T6, що робить T6 чітко помаранчевим, тоді як усі інші самиці видів роду мають чорний T6. Середня і задня гомілки вкриті чорними волосками на гомілці та базальній частині лапок, що робить ці ноги поверхнево коричневими.

## Спосіб життя
Очевидно, що A. phuchongensis використовує смоли Dipterocarpus obtusifolius для будівництва гнізд.